# 久洛哈佐
久洛哈佐，是匈牙利索博尔奇-索特马尔-贝拉格州所辖的一个村。总面积22.09平方公里，总人口1925，人口密度87.1人/平方公里（2011年1月1日）。